# Alois De Hertog
Alois De Hertog (Sint-Katelijne-Waver, 9 de agosto de 1927-Sint-Katelijne-Waver, 22 de noviembre de 1993) fue un ciclista belga, que fue profesional entre 1951 y 1960. Su victoria más destacada fue la Lieja-Bastogne-Lieja de 1953. 

## Palmarés
- 1951
  - 1º en la Bierset-Namur-Bierset
  - 1º en la Bruselas-Lieja
- 1953
  - 1º en la Lieja-Bastogne-Lieja
  - 1º en la Cras Avernas-Remouchamps-Cras Avernas
- 1954
  - 1º en Chapelle-Lez-Herlaimont

### Resultados al Tour de Francia
- 1951. 22è de la clasificación general
- 1952. 13è de la clasificación general
- 1953. Abandona (a etapa)